# Duca di La Vallière
Duca di La Vallière (duc de La Vallière, in lingua francese) fu un titolo nobiliare francese creato il 13 maggio 1667 da Luigi XIV per la sua amante di un tempo Louise Françoise de La Baume Le Blanc. Il titolo comportava anche quello di Pari di Francia. Esso si estinse de facto nel 1780, alla morte del pronipote di Louise Louis César de La Baume Le Blanc, il famoso bibliofilo e militare francese.

## Storia
Louise de La Vallière, nota come Mademoiselle de La Vallière fu l'amante di Luigi XIV dal 1661 al 1667. Louise fu la madre di sei figli avuti dal re, anche se solo due di loro sopravvissero all'infanzia. Al ducato fu dato il titolo sussidiario di Duca di Vaujours (duc de Vaujours). 
La Signoria di La Vallière (seigneurie de La Vallière) era stata di proprietà della famiglia di Louise per tutta la vita del suo bisnonno Laurent Le Blanc. L'unico figlio maschio di Laurent, Jean adottò il nome di "La Baume Le Blanc" durante la sua vita. Fu anche barone de La Papelardière. A Louise fu dato il titolo quando fu rimpiazzata da Madame de Montespan che ebbe anche lei figli dal re. 
Quando Louise lasciò la corte, lasciò i due ducati alla sua unica figlia Maria Anna di Borbone, Mademoiselle de Blois e vedova di Luigi Armando di Borbone, principe di Conti. Rimasta vedova nel 1685 a diciannove anni e senza figli, nel 1698 Maria Anna diede il titolo a suo cugino, Charles François de La Baume Le Blanc. Sino ad allora, Charles François era stato denominato marquis de La Vallière. 
Dopo il 1698 adottò il titolo ducale nonché il ducato di Vaujous. Quando suo figlio, Louis César nacque nel 1708, fu denominato duc de Vaujours fino alla morte di Charles François nel 1739 quando successe nel ducato di La Vallière. Louis César fu intimo di Luigi XV e della sua amante Madame de Pompadour, fu un grande bibliofilo, che mise insieme una grande biblioteca. Fu cugino di primo grado di Luigi Giovanni Maria di Borbone, un nipote di Madame de Montespan e di Luigi XIV. 
Louis César ebbe solo una figlia, Adrienne Emilie Félicité de La Baume Le Blanc, che sposò il duca di Châtillon nel 1756 e successe al titolo denominata duchesse de Châtillon et de La Vallière. Alla sua morte il titolo si estinse. Sua figlia maggiore, Amable Emilie, sposò il duc de Crussol (un altro discendente di Madame de Montespan) e la più giovane, Louise Emmanuelle, si sposò con Charles Bretagne Marie de La Trémoille.
Lo stemma del duca di La Vallière (dal 1723) fu blasonato, coupé de gueules et d'or au lion léopardé coupé d'argent et de sable ("per fess gules and or a lion passant per fess argent and sable").

## Duchi di La Vallière

### Duchesse di La Vallière (1667-1675)
| Nome                                                                        | Ritratto | Durata della vita             | Genitori                                          |
| --------------------------------------------------------------------------- | -------- | ----------------------------- | ------------------------------------------------- |
| Louise Françoise de La Baume Le Blanc Mademoiselle de La Vallière 1667-1675 |          | 6 agosto 1644 – 7 giugno 1710 | Laurent de La Baume Le Blanc Françoise Le Provost |

### Duchesse di La Vallière (1680-1698)
| Nome                                                                                           | Ritratto | Durata della vita              | Genitori                                                   |
| ---------------------------------------------------------------------------------------------- | -------- | ------------------------------ | ---------------------------------------------------------- |
| Maria Anna di Borbone Légitimée de France Mademoiselle de Blois Principessa di Conti 1680-1698 |          | 2 ottobre 1666 - 3 maggio 1739 | Luigi XIV di Francia Louise Françoise de La Baume Le Blanc |

### Duchi di La Vallière (1698-c.1780)
| Nome                                                                                    | Ritratto | Durata della vita                  | Genitori                                                                  |
| --------------------------------------------------------------------------------------- | -------- | ---------------------------------- | ------------------------------------------------------------------------- |
| Charles François de La Baume Le Blanc 1698-1739                                         |          | c. 1665- 22 agosto 1739            | Jean François de La Baume Le Blanc Gabrielle Glé de La Cotardais          |
| Louis César de La Baume Le Blanc 1739-1780                                              |          | 9 ottobre 1708 - 16 novembre 1780  | Charles François de La Baume Le Blanc Marie Thérèse de Noailles           |
| Adrienne Emilie Félicité de La Baume Le Blanc 1780–? denominata duchesse de La Vallière |          | 29 settembre 1740 - 15 maggio 1812 | Louis César de La Baume Le Blanc Jeanne Julie Françoise de Crussol d'Uzès |